# Amurdykand
Amurdykand (Aythya baeri) är en akut hotad östasiatisk fågel i familjen änder inom ordningen andfåglar.

## Utseende
Amurdykanden är en blekögd dykand, 41–46 centimeter lång. Hanar skiljer sig från andra dykänder genom kombinationen av svartaktigt huvud, hals och ovansida, vitaktiga ögon samt kastanjebruna och vita flanker. I flykten liknar den vitögd dykand men vingbandet sträcker sig inte lika långt ut mot vingpennorna. Honorna saknar till skillnad från vitögd dykand och vigg antydan till tofs och visar en tydlig kontrast mellan det mörka huvudet, bruna bröstet och vita på främre delen av flankerna.

## Läte
Amurdykanden är relativt tystlåten, framför allt vintertid. Under parbildningen hörs hårda "graaaak" från båda könen, vid andra tillfällen från hanen ett "koro koro" och från honan "kura kura kura", allmänt påminnande om brunanden.

## Utbredning
Amurdykanden häckar i nordöstra Asien kring floderna Amur och Ussuri i Ryssland och nordöstra Kina. Den är en flyttfågel som vintertid rör sig till sötvattenssjöar i östra och södra Kina, Indien, Bangladesh och Burma samt i små antal till Japan, Nordkorea och Sydkorea och vidare i Sydostasien. Den har även setts tillfälligt i Pakistan och Filippinerna.

## Ekologi
Fågeln häckar vid sjöar med rik växtlighet och bygger sitt bo i tät gräs eller översvämmade ängar, på en grästuva eller under buskar. I Liaoning i Kina ses den huvudsakligen i kustnära våtmarker eller i floder och dammar omgivna av skog. Den anländer till häckningsområdena i april, ibland så tidigt som mitten av mars och så sent som mitten av maj. Äggläggning sker från slutet av maj till början av juni, sex till 13 gräddfärgade ägg i en uppskrapad grop på marken fodrad med växter och dun, bland tät växtlighet, ibland i mås- och tärnkolonier.

## Status och hot
Fågeln har under relativt kort tid blivit mycket ovanlig och minskat mycket kraftigt i antal, både i dess häcknings- och övervintringsområden. De senaste åren har maximalt 17 individer setts övervintrande i Bangladesh från tidigare 1000-2000 individer. Även i häckningsområdet och utmed dess flyttväg har den minskat kraftigt i antal. Internationella naturvårdsunionen bedömer att det återstår endast 150-700 vuxna individer, varför den nu betraktas som akut hotad (CR). Orsaken till att den minskat tros vara jakt och habitatförstörelse. Världspopulationen uppskattas till endast mellan 150 och 700 individer.

## Namn
Fågelns vetenskapliga artnamn hedrar Karl Ernst von Baer (1792-1876), preussisk embryolog, geograf och upptäcktsresande i Sibirien.